# Marozsán Erika
Marozsán Erika (Újfehértó, 1972. augusztus 3. –) magyar színésznő.

## Élete
Hatéves korától (1978) tanult zongorázni. A Táncművészeti Főiskola (1991), majd a Színház- és Filmművészeti Főiskola elvégzése (1991–1995) után az Új Színház társulatában játszott 1995–1998 között. Itt Csehov, Kleist, García Lorca és Brecht darabjaiban volt látható.
Tizenhét évesen (1989) debütált, a Béketárgyalás, avagy az évszázad csütörtökig tart című tévéjátékban. Első nagyjátékfilmjét 1993-ban készítette el (Rám csaj még nem volt ilyen hatással), s az első igazán komoly sikert a Pannon töredék (1998) hozta meg számára. Több magyar és nemzetközi filmben tűnt fel mint pl. a Bukfenc (1993), Esti Kornél csodálatos utazása (1994), Szökés (1997), Altamira (1997), Országalma (1998), Egy nap története (2000), A tizedik nyár (2003), A költő (2003). 1999-ben egy német produkcióban, a Seress Rezső életét feldolgozó Szomorú vasárnap-ban mutatkozott be a nemzetközi filmpiacon. Szerepelt az Oscar-díjra jelölt One-Day Crossing (Egy nap története) (2000) című magyar-amerikai rövidfilmben.

## Színházi szerepei
- Békeffi István: A régi nyár....
- Różewicz: Elment hazulról....
- Kleist: Amphitryon....Alkméne
- Ionesco: Különóra....A szobalány
- Ionesco: A kopasz énekesnő....Mrs. Martin
- Örkény István: A kudarcról lesz szó....Nelli
- Kálmán Imre: Egy montmartre-i ibolya....Ninon
- Kleist: Homburg hercege...Natalie hercegnő
- Molnár Ferenc: Paprikánia avagy Disznótor a Lipótvárosban....
- Kornis Mihály: Halleluja....Cica
- Molière: Don Juan....Bernadette
- Szép Ernő: Patika....Sylvia
- Dorst–Ehler: Merlin avagy a puszta ország....Ginevra királyné; Astolat kisasszonya; Viviane
- García Lorca: Vérnász....Leonardo felesége
- Csehov: Ivanov....Szása
- Beaumarchais: Figaro házassága avagy egy őrült nap....Suzanne
- Bond: Megváltás....Pam
- Brecht: Koldusopera....Polly Peachum
- Molière: George Dandin....Angélique
- Szomory Dezső: Bella....Bella
- Wedekind: Keith márki....Anna
- William Shakespeare: Vízkereszt, vagy amit akartok....Olivia
- Molnár Péter: Keresők....Hang
- Kander-Ebb: Cabaret....Sally Bowles

## Filmjei
| - Béketárgyalás, avagy az évszázad csütörtökig tart (1989) - Bukfenc (1993) - Rám csaj még nem volt ilyen hatással (1993) - Esti Kornél csodálatos utazása (1994) - A bűvész (1996) - Szökés (1997) - Altamira (1997) - Pannon töredék (1998) - Országalma (1998) - Cukorkékség (1998) - Szomorú vasárnap (1999) - Premier (1999) - Lárá (2000) - Egy nap története (2000) - Előre! (2002) - Vienna (2002) - Der Templer (2002) - Der Freund Von früher (2002) - Lopakodók 2. (2002) - A párducnő (2002) - A költő (2003) - Palackba zárt szerelem (2003) - Rózsadomb (2003) - A tizedik nyár (2003) - Mein Vater, meine Frau und meine Geliebte (2004) - Der Bestseller - Wiener Blut (2004) - Tote leben länger (2005) - Rokonok (2005) - Solidarity (2005) - Gettó (2006) - A szerelem bősége (2007) - Schlaflos in Oldenburg (2008) - Jud Süss - Film ohne Gewissen (2010) - Ivory (2010) - Kaland (2011) - Slave (2012) - Az ajtó (2012) - Családi gyökerek (2013) - Ein Sommer in Ungarn (2014) - Akarlak (2014) - Styria (2014) - Besser als nix (2014) - Paraziták a Paradicsomban (2018) - Was gewesen wäre (2019) - Meine Tochter, Kreta und ich (2022) - Fekete pont (2024) | - Kismadár (1993) - Szelídek (1996) - Három szerelem (1998) - Rögtön jövök (1999) - Valaki kopog (2000) - Álomhajó (2001) - Die Cleveren (2002) - Ispektor Rolle (2002) - Die Männer vom K3 (2003) - Speer és Hitler (2005) - Alpesi nyomozók (2006) - A Cég – A CIA regénye (2007) - Polly Adler (2008) - Inga Lindström (2011) - Terápia (2012) - Janus (2015) - SOKO Stuttgart (2020) - Die Chefin (2020) - Helen Dorn (2024) |

## Lemezei
- Szakíts, ha tudsz (2006) Szerzők: Juhász Gábor és Jónás Tamás
- Nem Dobban a Szív (2017) Szerző: Födő Sándor